# 庫巴列韋
51°28′58″N 33°52′42″E / 51.48278°N 33.87833°E
庫巴雷韋（烏克蘭語：Кубареве）是位於烏克蘭東北部的村莊，由蘇梅州科諾托普區的普蒂夫利市鎮負責管轄。該村處於埃斯曼河右岸，在科切爾吉附近，海拔高度189米，2001年人口84。